# Krzysztof Wiłkomirski
Krzysztof Wiłkomirski [Krištof Viukomiřski], (* 18. září 1980, Varšava, Polsko) je reprezentant Polska v judu.

## Sportovní kariéra
Patřil k předním evropským judistům lehké váhy a osobnostem polského juda nového tisíciletí. Na podzim roku 2001 utrpěl vážné zranění kolene a vynechal celou sezonu 2002. Operaci kolene absolvoval v kariéře několikrát a to do značné míry ovlivnilo jeho výkonnostní růst. Přesto se účastnil se dvou olympijských her v roce 2004 v Athénách a za čtyři roky v roce 2008 v Pekingu. Dál než do druhého kola se však nedostal.

## Výsledky
| Turnaj             | 1998 | 1999 | 2000 | 2001 | 2002 | 2003 | 2004 | 2005 | 2006 | 2007 | 2008 | 2009 | 2010 | 2011 | 2012 |
| ------------------ | ---- | ---- | ---- | ---- | ---- | ---- | ---- | ---- | ---- | ---- | ---- | ---- | ---- | ---- | ---- |
| Olympijské hry     | -    | -    | dns  | -    | -    | -    | úč.  | -    | -    | -    | úč.  | -    | -    | -    | dns  |
| Mistrovství světa  | -    | dns  | -    | 3.   | -    | úč.  | -    | 7.   | -    | úč.  | -    | dns  | úč.  | úč.  | -    |
| Mistrovství Evropy | dns  | dns  | dns  | 5.   | dns  | 3.   | dns  | dns  | úč.  | dns  | úč.  | 7.   | 7.   | dns  | úč.  |
| MS juniorů         | 7.   | -    | -    | -    | -    | -    | -    | -    | -    | -    | -    | -    | -    | -    | -    |
| ME juniorů         | 5.   | 5.   | -    | -    | -    | -    | -    | -    | -    | -    | -    | -    | -    | -    | -    |